# Jami Dauber
Jami Dauber (* um 1970) ist eine US-amerikanische Musikerin (Trompete), die sich in verschiedenen Genres vom Jazz bis hin zu Salsa und Klassik betätigt.

## Leben und Wirken
Dauber erwarb Abschlüsse der University of Florida und der University of North Texas. An letzterer entstanden 1993 erste Aufnahmen, als sie in der Two O’Clock Lab Band spielte. Anschließend zog sie nach New York City und spielt seitdem sowohl in Broadway-Theaterproduktionen, u. a. als Lead-Trompeterin im Orchester von A Bronx Tale (The Musical). Sie war auch Mitglied des Orchesters bei Honeymoon in Vegas sowie für Anything Goes und die Off-Broadway-Produktion von Maurice Hines’ Tappin' Thru Life. Sie spielte außerdem im Orchester der Lincoln Center-Produktion von Camelot. 
Dauber ist weiterhin seit den späten 1990er-Jahren Mitglied des Diva Jazz Orchestra und langjähriges Bandmitglied von The Ellington Legacy, angeführt von Duke Ellingtons Enkel Edward Ellington. Sie trat u. a. mit Victor Goines & Friends, der Wycliffe Gordon Big Band, der Christian McBride Big Band, Jason Robert Brown, The Who auf. Des Weiteren wirkte sie bei den original-Aufnahmen von A Bronx Tale the Musical und Honeymoon in Vegas mit. Im Bereich des Jazz war sie laut Tom Lord zwischen 1903 und 2021 an 32 Aufnahmesessions beteiligt, u. a. in der Formation Five Play (mit Janelle Reichman, Tomoko Ohno, Noriko Ueda, Sherrie Maricle), mit Ed Palermo und Ann Hampton Callaway. Sie steuerte ferner die Musik zum Kurzfilm Instrument of Hope (2020) bei.